# Cupa României 1998/99
Der Cupa României in der Saison 1998/99 war das 61. Turnier um den rumänischen Fußballpokal. Sieger wurde zum 21. Mal Steaua Bukarest, das sich im Finale am 16. Juni 1999 gegen den Titelverteidiger Rapid Bukarest durchsetzen konnte. Dadurch qualifizierte sich Steaua für den UEFA-Pokal, nachdem der Europapokal der Pokalsieger in der Saison 1998/99 letztmals ausgespielt worden war.

## Modus
Die Klubs der Divizia A stiegen erst in der Runde der letzten 32 Mannschaften (4. Runde) ein. Im Achtelfinale fanden alle Spiele auf neutralem Platz statt. Es wurde jeweils nur eine Partie ausgetragen, Viertel- und Halbfinale wurde in Hin- und Rückspiel entschieden. Fand nur eine Partie statt und stand diese nach 90 Minuten unentschieden oder konnte in beiden Partien unter Berücksichtigung der Auswärtstorregel keine Entscheidung herbeigeführt werden, folgte eine Verlängerung von 30 Minuten. Falls danach noch immer keine Entscheidung gefallen war, wurde die Entscheidung im Elfmeterschießen herbeigeführt.

## 4. Runde
| Datum            |                          | Ergebnis              |                       |
| ---------------- | ------------------------ | --------------------- | --------------------- |
| 21. Oktober 1998 | Crișul Aleșd             | 0:5                   | Oțelul Galați         |
|                  | Unirea Botoșani          | 1:2                   | Gloria Bistrița       |
|                  | AS Rocar Bukarest        | 2:2 n. V. (2:3 i. E.) | CSM Reșița            |
|                  | Sportul Studențesc       | 2:0                   | Olimpia Satu Mare     |
|                  | Universitatea Cluj       | 3:2                   | Foresta Suceava       |
|                  | FC Farul Constanța       | 1:4                   | Petrolul Ploiești     |
|                  | Unirea Dej               | 2:3                   | Universitatea Craiova |
|                  | FC Drobeta Turnu Severin | 1:2                   | FCM Bacău             |
|                  | Nitramonia Făgăraș       | 0:3                   | FC Onești             |
|                  | Cimentul Fieni           | 1:0                   | FC Argeș Pitești      |
|                  | Diplomatic Focșani       | 1:4                   | Rapid Bukarest        |
|                  | ACS Flacăra Horezu       | 0:1                   | Ceahlăul Piatra Neamț |
|                  | Midia Năvodari           | 0:3                   | Steaua Bukarest       |
|                  | UM Timișoara             | 2:0                   | Astra Ploiești        |
|                  | AS Armata Târgu Mureș    | 10:1 1                | Dinamo Bukarest       |
|                  | Minaur Zlatna            | 0:3                   | FC Național Bukarest  |

## Achtelfinale
| Datum             |                   | Ergebnis |                       | Ort        |
| ----------------- | ----------------- | -------- | --------------------- | ---------- |
| 18. November 1998 | Gloria Bistrița   | 2:0      | CSM Reșița            | Alba Iulia |
|                   | Steaua Bukarest   | 3:0      | Universitatea Cluj    | Brașov     |
|                   | Oțelul Galați     | 1:0      | Sportul Studențesc    | Buzău      |
|                   | Rapid Bukarest    | 3:0      | Cimentul Fieni        | Câmpina    |
|                   | Dinamo Bukarest   | 3:0      | Ceahlăul Piatra Neamț | Focșani    |
|                   | Petrolul Ploiești | 3:2      | Universitatea Craiova | Pitești    |
|                   | FCM Bacău         | 4:3      | FC Onești             | Roman      |
|                   | UM Timișoara      | 2:0      | FC Național Bukarest  | Sibiu      |

## Viertelfinale
Die Hinspiele fanden am 2. Dezember 1998, die Rückspiele am 9. Dezember 1998 statt.
|                 | Gesamt |                   | Hinspiel | Rückspiel |
| --------------- | ------ | ----------------- | -------- | --------- |
| FCM Bacău       | 2:1    | Oțelul Galați     | 2:0      | 0:1       |
| Gloria Bistrița | 2:3    | Rapid Bukarest    | 1:1      | 1:2       |
| Steaua Bukarest | 6:2    | Petrolul Ploiești | 5:1      | 1:1       |
| UM Timișoara    | 0:3    | Dinamo Bukarest   | 0:1      | 0:2       |

## Halbfinale
Die Hinspiele fanden am 14. April 1999, die Rückspiele am 5. Mai 1999 statt.
|                 | Gesamt    |                 | Hinspiel | Rückspiel |
| --------------- | --------- | --------------- | -------- | --------- |
| Rapid Bukarest  | (a)2:2(a) | FCM Bacău       | 1:0      | 1:2       |
| Dinamo Bukarest | 2:5       | Steaua Bukarest | 1:2      | 1:3       |

## Finale
| Paarung         | Steaua Bukarest – Rapid Bukarest |
| Ergebnis        | 2:2 (0:0, 2:2), 4:2 i. E. |
| Datum           | 16. Juni 1999 |
| Stadion         | Nationalstadion, Bukarest |
| Zuschauer       | 50.000 |
| Schiedsrichter  | Marc Batta (Frankreich) |
| Tore            | 1:0 Cristian Ciocoiu (68.) 1:1 Constantin Barbu (71.) 1:2 Constantin Barbu (81.) 2:2 Miodrag Belodedici (90.) Elfmeterschießen: Steaua Bukarest: Laurențiu Roșu, Damian Militaru, Eugen Trică und Erik Lincar verwandeln Rapid Bukarest: Marius Șumudică und Mihai Iencsi verwandeln; Zeno Bundea und Daniel Pancu verschießen |
| Steaua Bukarest | Zoltán Ritli, Marius Baciu, Albert Duro (84. Eugen Trică), Adrian Matei, Miodrag Belodedici, Mihăiță Szekely, Erik Lincar, Laurențiu Roșu, Cristian Ciocoiu (100. Damian Militaru), Marius Lăcătuș, Ionel Dănciulescu (51. Ion Luțu) Cheftrainer: Emerich Jenei                                                                |
| Rapid Bukarest  | Bogdan Lobonț, Mugur Bolohan, Nicolae Stanciu, Mircea Rednic, Mihai Iencsi, Ștefan Nanu, Marius Măldărășanu, Ioan Sabău, Dănuț Lupu (72. Daniel Pancu), Constantin Barbu (88. Zeno Bundea), Ioan Viorel Ganea (80. Marius Șumudică) Cheftrainer: Mircea Lucescu                                                                |